# ラミントン (菓子)
ラミントン (英: Lamington) は、 四角状に切ったスポンジケーキを伝統的なチョコレートソースでコーティングし、乾燥ココナッツをまぶして作られるオーストラリア・クイーンズランド州発祥のデザートである。二つに切られ、その間に生クリームや苺ジャムをはさんで出されることもあり、それらは南アフリカやオーストラリアのカフェやランチバー、ベーカリー、ホームインダストリーやスーパーマーケットで見うけられる。ラズベリー味はニュージーランドで出回っており、オーストラリアにはレモン味のラミントンもある。
キューブ型(ある調理本内では一辺四センチメートルとされている)のスポンジケーキをチョコレートに浸し薄くコーティングすることで、スポンジの外層にチョコレートがしみこむようになっている。苺ジャムやチョコレートアイシングの場合も同様である。そしてそのキューブをココナッツで覆い、しばらく置くことでラミントンはできる。

## 歴史
主に、ラミントンの名は1896年から1901年までクイーンズランド州総督であったラミントン卿ことラミントン男爵チャールズ・コクラン＝ベイリー、又はその妻であるラミントン夫人からきているとされている。一説には、卿のお気に入りであったホンブルグ・ハットに形が似ているデザートであったからラミントンと呼ばれるようになったとも言われている。また、スコットランドのサウス・ラナークシャー内にあるラミントン村から名付けられたという説もある。しかし、もともとラミントン卿という称号がこの村の名前からきているため、このつながりが直接のものであったかそうでなかったかということが単に疑問となっている。
ラミントンの名がラミントン卿からきたと考えている人々の中にも、ラミントンの正確な発祥地と発案者についての意見は異なる。一説によればラミントンは、ラミントン卿がブリスベンの暑さから逃れるために側近を引き連れトゥーンバにあるハーラックストン邸を訪れた際に初めて出されたとされている。
また他の説では、クイーンズランドの政庁で働く、ラミントン卿のシェフであるフランス生まれのアーマンド・ガーランドが忙しい時間帯に現れる予想外の客に振る舞う食べ物を作るよう頼まれる。これは1901年のフェデレーション以前のことである。メルボルンの新聞社のジ・エイジによればガーランドは、一日前に焼かれたフレンチのバニラスポンジケーキの切れ端をチョコレートに浸し、ココナッツをつけた。当時ココナッツはヨーロッパ人の間であまり調理に使われていなかったが、ガーランドにとっては妻がココナッツが一般的な材料として使われるタヒチ島の生まれであったこともあり、ココナッツはなじみのあるものであった。ラミントン夫人の客がレシピを尋ねるほどであったという。
ラミントン卿のコック(おそらくガーランド)がたまたまキューブに切ったスポンジケーキをチョコレート料理の中に落としてしまったことからできたという説もある。後に乾燥させたココナッツを表面にまぶすことでラミントンがよりおいしくなるということが発見されたとされている。
ほとんどの主張は比較的最近の報告に基づいている。「ラミントンケーキ」に初めて言及されるのは1896年、クイーンズランド・タイムズ新聞の記事「ラミントンの機能」においてである。この記事内にて執筆されているイベントはラミントン卿の名誉を讃えて行われたものであり（本人は出席していなかったようだが）、ラミントン・ティー、ラミントン・スープなどという名前も挙げられた中でラミントン・ケーキについての特別な記述はないため、この記事内で挙げられたラミントン・ケーキはイベントの名前以上の意味をもっていない可能性もある。1900年のラミントンのレシピはクイーンズランド・カントリー新聞から見つかっている。もとのレシピがクイーンズランドでできたようである一方で、それは急激に広がり、1901年にはシドニーの新聞内でもレシピが見られるようになった。しかしながら、どのレシピもレシピの作者やラミントンという名前の由来を示していない。最古のラミントンの名前についての文献としては今のところ、1927年6月のものであり、そこにはラミントン卿との関係が記されている。
2007年に、ラミントン卿は実はラミントンが好きではなかったということが、彼が「このひどいぼさぼさした羊毛のようなビスケット」とラミントンについて述べていたことから明らかになったが、これを裏付ける同時期の資料があるかどうかは知られていない。

## 現代におけるラミントン
ラミントンはオーストラリアや南アフリカのスカウトやガイド、教会のユース・グループによって募金活動として売られることがあり、それらは「ラミントン・ドライブ」と呼ばれる。また、ラミントンは商業用のパン屋で平板状に作られ、そこから40mmほどのキューブ型に切り分けられる。ケーキをチョコレートのアイシングに浸してココナッツの中で転がす作業はボランティアがチームとなって共同作業で行う。一般的に１ダースごとに包装され、注文しているコミュニティー内で配られる。業務用のラミントンも売られる。
ラミントンはアメリカ合衆国のクリーブランドでも何十年にもわたって人気である。通常そこでは、ラミントンはココナッツ・バーと呼ばれる。ロサンゼルスなどの街でクリーブランドの住民が経営するパン屋もそれらを様々な名前をつけて作る。クリーブランド・バーやラム酒エキスをチョコレートアイシングに加えて作られるラム・バーといったものがある。
レモンやラズベリー、苺といった様々な味のラミントンも人気になってきている。
2006年7月21日はナショナル・ラミントン・デイとオーストラリアにおいて制定された。
2006年の9月、クイーンズランドのナショナル・トラスト団体がラミントンをクイーンズランド市をよく象徴するものの一つとして挙げた。
世界で一番大きいラミントンを作る試みも行われている。最も新しい成功した試みは、2011年の6月11日にオーストラリアのトゥーンバで、クオリティー・デザーツ社とトゥーンバ商業会議が2361キロのチョコレート・ラミントンを作ったものでギネス記録を更新した。この巨大なラミントンは切られて売られ、その利益は地元の小児科の基金としてあてられた。クオリティー・デザーツ社のこの記録は、イプスウィッチ市議会が2009年、ラミントン卿のひ孫と姪がオーストラリアを訪れた際に作った記録である1360キロを越えた。